# Collegio uninominale Toscana - 05 (Camera dei deputati 2020)
Il collegio elettorale uninominale Toscana - 05 è un collegio elettorale uninominale della Repubblica Italiana per l'elezione della Camera dei deputati.

## Territorio
Come previsto dalla legge n. 51 del 27 maggio 2019, il collegio è stato definito tramite decreto legislativo all'interno della circoscrizione Toscana.
È formato dal territorio dell'intera provincia di Livorno (19 comuni).
Il collegio è parte del collegio plurinominale Toscana - 02.

## Eletti
| Elezione | Elezione | Deputato        | Partito      |
| -------- | -------- | --------------- | ------------ |
|          | 2022     | Chiara Tenerini | Forza Italia |

## Dati elettorali

### XIX legislatura
Come previsto dalla legge elettorale, 147 deputati sono eletti con sistema a maggioranza relativa in altrettanti collegi uninominali a turno unico.
| Candidati                                 | Candidati                 | Voti    | %     | Liste                          | Voti    | %     |
| ----------------------------------------- | ------------------------- | ------- | ----- | ------------------------------ | ------- | ----- |
|                                           | Chiara Tenerini ✔️ Eletto | 59 900  | 35,91 | Fratelli d'Italia              | 40 420  | 24,23 |
| Lega per Salvini Premier                  | Chiara Tenerini ✔️ Eletto | 59 900  | 35,91 | 11 020                         | 6,61    |       |
| Forza Italia                              | Chiara Tenerini ✔️ Eletto | 59 900  | 35,91 | 7 930                          | 4,75    |       |
| Noi moderati/Lupi - Toti - Brugnaro - UDC | Chiara Tenerini ✔️ Eletto | 59 900  | 35,91 | 530                            | 0,32    |       |
|                                           | Andrea Romano             | 56 400  | 33,81 | Partito Democratico-IDP        | 42 936  | 25,74 |
| Alleanza Verdi e Sinistra                 | Andrea Romano             | 56 400  | 33,81 | 8 367                          | 5,02    |       |
| +Europa                                   | Andrea Romano             | 56 400  | 33,81 | 4 057                          | 2,43    |       |
| Impegno Civico - Centro Democratico       | Andrea Romano             | 56 400  | 33,81 | 1 040                          | 0,62    |       |
|                                           | Stella Sorgente           | 24 859  | 14,90 | Movimento 5 Stelle             | 24 859  | 14,90 |
|                                           | Alessandro Cosimi         | 11 233  | 6,73  | Azione - Italia Viva - Calenda | 11 233  | 6,73  |
|                                           | Francesca Pacchini        | 6 138   | 3,68  | Unione Popolare                | 6 138   | 3,68  |
|                                           | Costanza Vaccaro          | 3 810   | 2,28  | Italexit                       | 3 810   | 2,28  |
|                                           | Alessio Flammia           | 3 288   | 1,97  | Italia Sovrana e Popolare      | 3 288   | 1,97  |
|                                           | Ciro Scognamiglio         | 1 188   | 0,71  | Vita                           | 1 188   | 0,71  |
| Totale                                    | Totale                    | 166 816 | 100   |                                | 166 816 | 100   |
|                                           |                           |         |       |                                |         |       |
| Schede bianche                            | Schede bianche            | 2 042   | 1,17  |                                |         |       |
| Schede nulle                              | Schede nulle              | 4 983   | 2,87  |                                |         |       |
| Votanti                                   | Votanti                   | 173 841 | 66,77 |                                |         |       |
| Elettori                                  | Elettori                  | 260 354 |       |                                |         |       |